# Джалдхака
Джалдхака (бенг. জলঢাকা, англ. Jaldhaka) — город на севере Бангладеш, административный центр одноимённого подокруга. Площадь города равна 11,66 км². По данным переписи 2001 года, в городе проживало 14 976 человек, из которых мужчины составляли 52,56 %, женщины — соответственно 47,44 %. Плотность населения равнялась 1284 чел. на 1 км². Уровень грамотности населения составлял 27 % (при среднем по Бангладеш показателе 43,1 %). 